# Подчаший великий литовский
Подчаший великий литовский — должность в ВКЛ. Должен был подавать чашнику напитки для розлива великому князю. Предварительно должен был попробовать напиток сам.
С течением времени должность стала номинальной, однако оставалась очень почётной, её обычно занимали только магнаты из таких знатных родов, как Радзивиллы, Сапеги, Ходкевичи и других.
В 1635 была также введена должность повятового подчашего.

## Список великих подчаших литовских
| Имя                                       | Дата принятия должности | Дата сложения должности либо смерти | Примечания                                                                                  |
| Подчаший ВКЛ                              | Подчаший ВКЛ            | Подчаший ВКЛ                        | Подчаший ВКЛ                                                                                |
| ----------------------------------------- | ----------------------- | ----------------------------------- | ------------------------------------------------------------------------------------------- |
| Олехно Монтигирдович                      | 1410                    | 1410                                |                                                                                             |
| Олехно Судимонтович                       | 1448                    | 1477                                | Стал канцлером великим литовским и виленским воеводой                                       |
| Богдан Сенкович-Гостский                  | 1488                    | 1488                                |                                                                                             |
| Александр Гольшанский                     | 1488                    | 1492                                | Стал виленским каштеляном                                                                   |
| Николай Радзивилл                         | 1493                    | январь 1505                         | Стал маршалком великим литовским и трокскими воеводами                                      |
| Альбрехт Гаштольд                         | январь 1505             | Февраль 1509                        | Одновременно воевода новогрудский (1508-1509). Лишён должности за участие в мятеже Глинских |
| Юрий Радзивилл                            | апрель 1510             | 1517                                | Одновременно воевода киевский (1511-1514)                                                   |
| Ян Радзивилл                              | 1517                    | январь 1542                         | Одновременно жемайтский староста (с 1535). Умер                                             |
| Иероним Александрович Ходкевич            | 1542                    | 1544                                | Стал трокским каштеляном                                                                    |
| Николай Радзивилл Рыжий                   | 1544                    | май 1551                            |                                                                                             |
| Станислав Кезгайло                        | 1551                    | 1554                                | Умер                                                                                        |
| Николай Петрович Кишка                    | 1555                    | 2 мая 1569                          | Стал падляшским воеводой                                                                    |
| Подчашие великие литовские                |                         |                                     |                                                                                             |
| Христофор Радзивилл Перун                 | май — июнь 1569         | 16 октября 1579                     | Стал трокским каштеляном и литовским подканцлером                                           |
| Ян Кишка                                  | октябрь 1579            | 1588                                | Одновременно жемайтский староста. Стал виленским каштеляном                                 |
| Константин Острожский                     | 1588                    | май 1588                            | Размер                                                                                      |
| Андрей Сапега                             | 10 мая 1588             | 14 мая 1592                         | Стал минским каштеляном                                                                     |
| Кшиштоф Дорогостайский                    | 1 мая 1592              | май 1596                            | Стал маршалком надворным литовским                                                          |
| Ян Кароль Ходкевич                        | 27 мая 1596             | 19 июля 1599                        | Стал жемайтским старостой                                                                   |
| Януш Радзивилл                            | 1599                    | 1619                                | Стал виленским каштеляном                                                                   |
| Андрей Лавринович Война                   | 1 июня 1620             | 1630                                | Умер                                                                                        |
| Николай Веселовский                       | 1630                    | 15 марта 1633                       | Стал жемайтским каштеляном                                                                  |
| Кшиштоф Сапега                            | 8 марта 1633            | 27 ноября 1637                      | Умер                                                                                        |
| Жигимонт Кароль Радзивилл                 | 22 лютого 1638          | июль 1642                           | Стал новогрудским воеводой. Умер в том же году                                              |
| Гедэон Михаил Тризна                      | 1642                    | 5 апреля 1644                       | Стал подскарбием великим литовским                                                          |
| Казимир Тышкевич                          | 12 апреля 1644          | 3 октября 1652                      | Умер                                                                                        |
| Михаил Кароль Радзивилл                   | 4 января 1653           | 1656                                | Умер                                                                                        |
| Михаил Казимир Радзивилл                  | 16 августа 1656         | 18 февраля 1661                     | Стал виленским каштеляном                                                                   |
| Кшиштоф Потоцкий                          | 1661                    | 1675                                | Умер                                                                                        |
| Ян Кароль Дольский                        | 3 лютого 1676           | 22 июня 1685                        | Стал маршалком надворным литовским                                                          |
| Ежи Юзеф Радзивилл                        | 8 июня 1686             | 31 декабря 1688                     | Стал трокского воеводу                                                                      |
| Мартин Михаил Кришпин-Киршенштейн         | 1689                    | 1 октября 1697                      | Стал трокским каштеляном                                                                    |
| Казимир Чарторыйский                      | 15 августа 1699         | 1707                                | Стал подскарбием великим литовским                                                          |
| Ежи Иероним Кришпин-Киршенштейн           | 1707                    | 1709                                |                                                                                             |
| Казимир Чарторыйский                      | 1709                    | 1712                                | Второй раз. Стал литовским подканцлером                                                     |
| Фредерик Юзеф Денгоф                      | 23 апреля 1712          | 1723                                | Умер                                                                                        |
| Ян Клеменс Браницкий                      | 1723                    | 1724                                | Отказался от должности                                                                      |
| Александр Поцей                           | 23 марта 1724           | 31 марта 1739                       | Стал витебским каштеляном                                                                   |
| Иероним Флориан Радзивилл                 | 31 марта 1739           | 25 августа 1750                     | Стал хорунжим великим литовским                                                             |
| Антоний Тадеуш Пшездецкий                 | 1 сентября 1750         | 7 июня 1752                         | Стал рефререндарием великим литовским                                                       |
| Кароль Станислав Радзивилл "Пане Коханку" | 7 июня 1752             | 23 октября 1752                     | Стал мечником великим литовским                                                             |
| Казимир Адриан Масальский                 | 23 октября 1752         | 1756                                | Оставил должность по состоянию здоровья                                                     |
| Ян Николай Масальский                     | 20 декабря 1756         | январь 1763                         | Брат предыдущего. Умер                                                                      |
| Иоахим Кароль Потоцкий                    | 3 лютого 1763           | 1780                                | Отказался от должности                                                                      |
| Филипп Нереюш Ализар-Волчкевич            | 30 августа 1780         | 1794                                | Отказался от должности                                                                      |
| Юзеф Игнацы Косаковский                   | 1794                    | 1795                                | Сложил полномочия в связи с прекращением существования Речи Посполитой                      |